# Moonmadness
Moonmadness je čtvrté studiové album anglické progresivně rockové skupiny Camel, vydané v roce 1976.

## Seznam skladeb

### Strana 1
1. "Aristillus" (Andrew Latimer) – 1:56
2. "Song Within a Song" (Latimer, Peter Bardens) – 7:16
3. "Chord Change" (Latimer, Bardens) – 6:45
4. "Spirit of the Water" (Bardens) – 2:07

### Strana 2
1. "Another Night" (Latimer, Bardens, Andy Ward, Doug Ferguson) – 6:58
2. "Air Born" (Latimer, Bardens) – 5:02
3. "Lunar Sea" (Latimer, Bardens) – 9:11

## Sestava
- Andrew Latimer – kytara, flétna, zpěv v "Another Night" a "Air Born"
- Peter Bardens – klávesy, zpěv v "Spirit of the Water"
- Doug Ferguson – baskytara, zpěv v "Song Within a Song"
- Andy Ward – bicí, perkuse, hlasy v "Aristillus"